# Cal Ramsey
Calvin "Cal" Ramsey (Selma, Alabama, 13 de julio de 1937- Manhattan, Nueva York, 25 de marzo de 2019) fue un jugador y entrenador de baloncesto estadounidense que jugó once partidos en tres equipos y dos temporadas diferentes en la NBA. Con 1,93 metros de estatura, lo hacía en la posición de alero.

## Trayectoria deportiva

### Universidad
Jugó durante tres temporadas con los Violets de la Universidad de Nueva York, en las que promedió 20,2 puntos y 17,9 rebotes por partido. Hoy en día todavía mantiene varios récords de su universidad, incluido el de más rebotes en un partido, consiguiendo 34 ante Boston College el 16 de febrero de 1957, mejor porcentaje de rebotes en una temporada, 19,6 en 1958 y mejor porcentaje de rebotes en una carrera. En el momento de su fallecimiento era el séptimo entre los máximos anotadores históricos de los Violets, con 1.275 puntos.

### Profesional
Fue elegido en la decimoquinta posición del Draft de la NBA de 1959 por St. Louis Hawks, pero solo jugó cuatro partidos, en los que promedió 4,3 puntos y 4,8 rebotes, antes de ser despedido. Fichó entonces por los New York Knicks, donde solo pudo disputar siete partidos debido a sus lesiones. Su mejor encuentro lo disputó ante Detroit Pistons, logrando quince puntos y quince rebotes. En total promedió 11,4 puntos y 6,7 rebotes por partido.
Antes del comienzo de la temporada 1960-61 fue traspasado a Syracuse Nationals, pero solo pudo disputar dos partidos, retirándose del baloncesto a causa de una grave lesión en la rodilla.

### Entrenador
Desde 1983, cuando los New York Violets regresaron a la División III de la NCAA, hasta su muerte en 2019, Ramsey compagino sus labores en la directiva de los Knicks con las de segundo entrenador de su equipo universitario.

## Estadísticas de su carrera en la NBA

### Temporada regular
| Temporada | Edad | Equipo             | Liga | P  | TIT | MIN  | TC  | TCA  | %TC  | 3P | 3PA | %3P | TL  | TLA | %TL  | R.OF. | R.DEF. | REB | ASIS | ROB | TAP | PER | FP  | PTS  |
| 1959-60   | 22   | TOTAL              | NBA  | 11 |     | 17.7 | 3.5 | 8.7  | .406 |    |     |     | 1.7 | 3.0 | .576 |       |        | 6.0 | 0.8  |     |     |     | 2.3 | 8.8  |
| 1959-60   | 22   | St. Louis Hawks    | NBA  | 4  |     | 8.8  | 1.8 | 4.8  | .368 |    |     |     | 0.8 | 1.0 | .750 |       |        | 4.8 | 0.0  |     |     |     | 1.0 | 4.3  |
| 1959-60   | 22   | New York Knicks    | NBA  | 7  |     | 22.9 | 4.6 | 11.0 | .416 |    |     |     | 2.3 | 4.1 | .552 |       |        | 6.7 | 1.3  |     |     |     | 3.0 | 11.4 |
| 1960-61   | 23   | Syracuse Nationals | NBA  | 2  |     | 13.5 | 1.0 | 5.5  | .182 |    |     |     | 1.0 | 2.0 | .500 |       |        | 3.5 | 1.5  |     |     |     | 3.5 | 3.0  |
| Total     |      |                    | NBA  | 13 |     | 17.1 | 3.2 | 8.2  | .383 |    |     |     | 1.6 | 2.8 | .568 |       |        | 5.6 | 0.9  |     |     |     | 2.5 | 7.9  |

## Últimos años
Tras retirarse, sirvió como analista en las retransmisiones televisivas en Knicks TV entre 1973 y 1982, siendo posteriormente coordinador y presentador de la Caravana de Verano de los Knicks. Más tarde fue nombrado Director de Relaciones con la Comunidad, cargo que ocupó durante siete años, y posteriormente, Director de Proyectos Especiales de los Knicks.